# Tomasz Kalita
Tomasz Roman Kalita (ur. 8 lutego 1979 w Bielsku-Białej, zm. 16 stycznia 2017 w Warszawie) – polski polityk, w latach 2008–2011 rzecznik prasowy Sojuszu Lewicy Demokratycznej.

## Życiorys

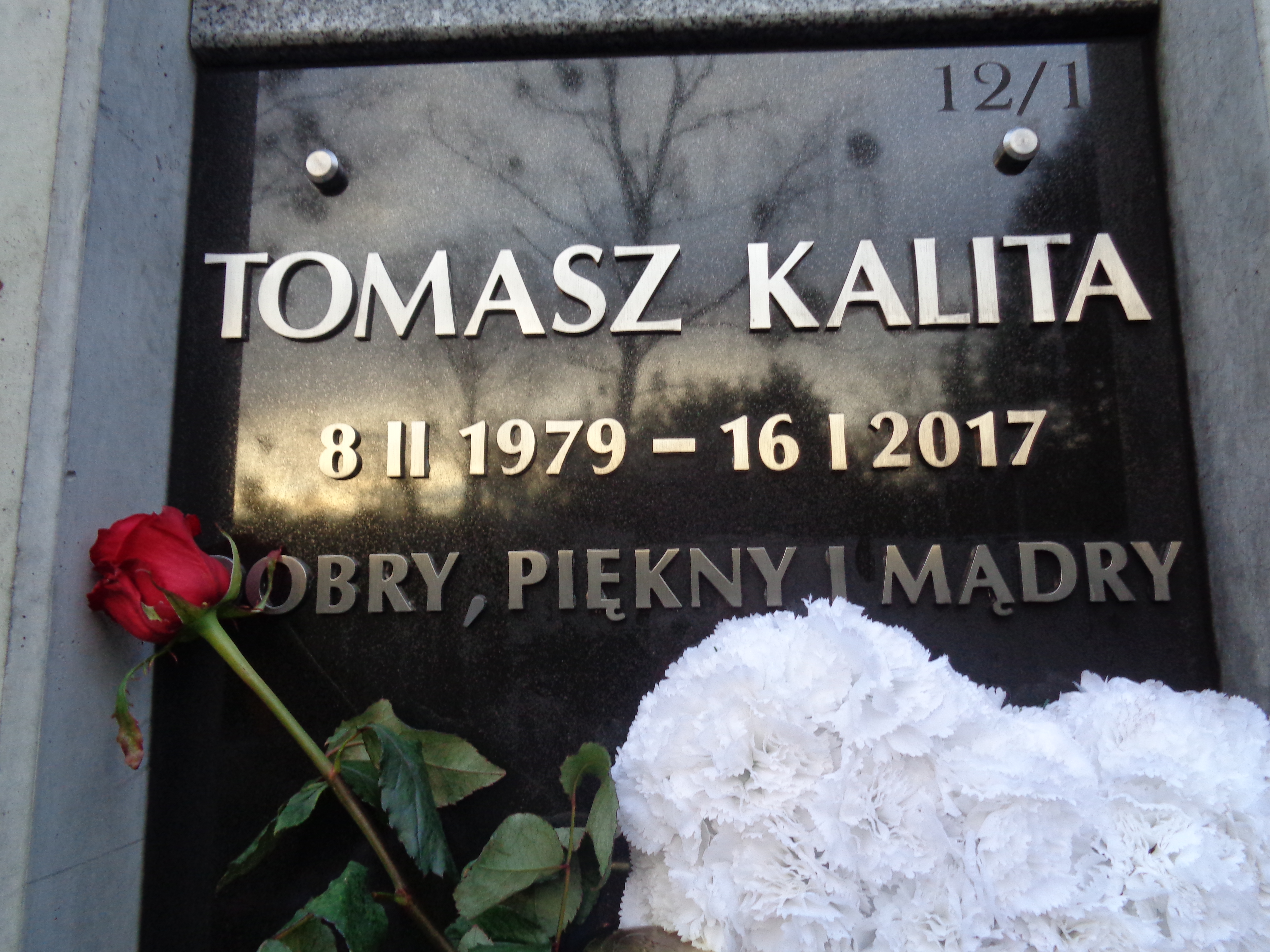
Grób Tomasza Kality na Cmentarzu Wojskowym na Powązkach

Rozpoczął studia na Uniwersytecie Warszawskim i na Akademii Humanistycznej im. Aleksandra Gieysztora w Pułtusku. Od 2000 zaangażowany w działalność polityczną. Był rzecznikiem SLD, a także politologiem. W 2011 był założycielem lewicowego think tanku Centrum im. Ignacego Daszyńskiego. Pełnił funkcję doradcy wicemarszałka Sejmu Jerzego Wenderlicha i szefa zespołu doradców byłego premiera i przewodniczącego SLD Leszka Millera.
W 2007, 2011 i 2015 bez powodzenia kandydował do Sejmu (w 2007 z warszawskiej listy LiD, w 2011 otwierał krakowską listę SLD, a w 2015 był liderem gliwickiej listy ZL). Podczas kampanii przed wyborami prezydenckimi w 2015 był rzecznikiem sztabu kandydatki Magdaleny Ogórek.
W ostatnich miesiącach życia zabiegał o legalizację marihuany medycznej dla osób chorujących na nowotwory. Zmarł 16 stycznia 2017 w wyniku guza mózgu – glejaka wielopostaciowego. Został pochowany 21 stycznia 2017 na warszawskich Powązkach Wojskowych (kwatera Q kolumbarium 6-1-12). W uroczystości pogrzebowej wziął udział m.in. prezydent Andrzej Duda, a przemawiał Leszek Miller.

## Życie prywatne
W październiku 2016 w Wilanowie wziął ślub z Anną z domu Monkos, dziennikarką Uwagi! TVN. 

## Odznaczenia
- Krzyż Kawalerski Orderu Odrodzenia Polski (pośmiertnie, 2017)[8][10][12].